# Franciszka Themerson

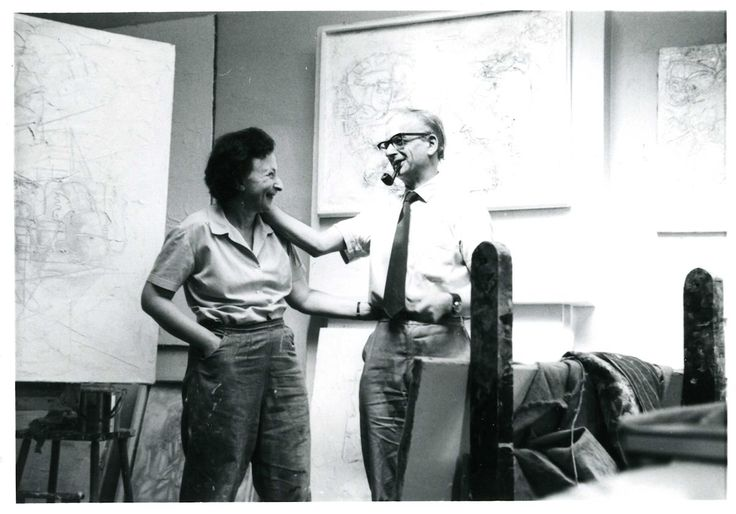
Franciszka und Stefan Themerson

Franciszka Themerson (* 28. Juni 1907 in Warschau; † 29. Juni 1988 in London) war eine polnische, später britische Malerin, Illustratorin, Bühnenbildnerin und Filmemacherin.

## Leben
Franciszka wurde als Tochter des Malers Jakub Weinles und dessen Ehefrau, einer Pianistin, Łucja Weinles in Warschau geboren. Zwischen 1918 und 1922  studierte sie an der Fryderyk-Chopin-Universität für Musik und schloss ein Studium der Malerei an der Akademie der Bildenden Künste Warschau an. Ihre Studien schloss sie 1931 mit Auszeichnung ab.
Bereits 1929 lernte sie den Dichter Stefan Themerson kennen, 1931 heiratete das Paar in Warschau.
Bis 1935 lebte das Paar in Warschau, die von Stefan verfassten Kinderbücher wurden von Franciska illustriert. Daneben experimentierte Stefan auch mit Fotogrammen und drehte gemeinsam mit Franciszka fünf experimentelle Kurzfilme: Apteka (Apotheke, 1930), Europa (1931–1932), Drobiazg Melodyjny (Musikalisches Moment, 1933), Zwarcie (Kurzschluss, 1935) und Przygoda Człowieka Poczciwego (Die Abenteuer eines braven Mannes, 1937). Diese Filme sind heute weitgehend verloren. Eine Kopie von „Europa“ wurde 2019 im Bundesarchiv wiederentdeckt und kam 2021 beim London Film Festival zur Premiere.
1936 und 1937 besuchen die Themersons Paris und ziehen im Winter 1937 dorthin um. Während Stefan 1940 für ein polnisches Infanterieregiment eingezogen wurde, arbeitete Franciszka als Kartographin für die Polnische Exilregierung und floh von Paris in die Normandie und später nach London.
Im Jahr 1942 traf sich das Paar in Lissabon wieder, im Jahr 1944 zogen die Themersons nach Maida Vale um, wo sie bis zu ihrem Tod lebten. Zwischen 1942 und 1945 drehten sie für die Abteilung Film der polnischen Exilregierung zwei weitere Filme: Calling Mr. Smith (1943) und The Eye and the Ear (1945).
Zwischen 1948 und 1979 publizierten sie Bücher in ihrem eigenen Verlag, unter anderem Werke von Guillaume Apollinaire, Kurt Schwitters oder Raymond Queneaus. Eine Vielzahl der Bücher wurden dabei von Franciszka illustriert.